# Dwór w Drzymałowicach (1752)
Dwór w Drzymałowicach – zabytkowy dwór we wsi Drzymałowice, w Polsce, w województwie dolnośląskim, w powiecie jaworskim, w gminie Mściwojów.

## Historia
Obiekt  wybudowany w 1752 zwieńczony jest dachem czterospadowym. Do dworu prowadzi ozdobny portal wejściowy z dwoma półkolumnami toskańskimi, których głowice wspierają archiwoltę o łuku koszowym. W niej znajduje się kartusz herbowym z dwoma herbami, rodzin von: Gerskow (L) i Schellendorf (P). Nad nim medalion ze zbitą inskrypcją i datą 1752, nad którym górują dwa herby: Konrada Ferdinanda von Niemitz i von  Gelhorn (P) (L) złączone koroną. Natomiast w trójkątnych polach po bokach łuku archiwolty są herby von: Pusch (L) i Waldow (P). Zabytek przebudowany na początku XX w. jest częścią zespołu dworskiego, w skład którego wchodzi jeszcze barokowa kaplica - pawilon ogrodowy przy dworze z drugiej ćwierci XVIII w.

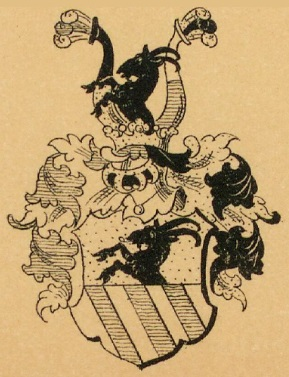
Herb von Pusch
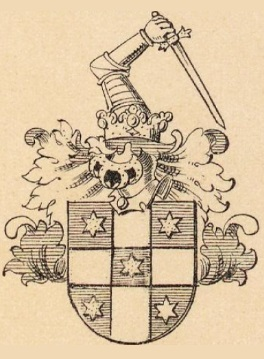
Herb Gerskow (odmiana)
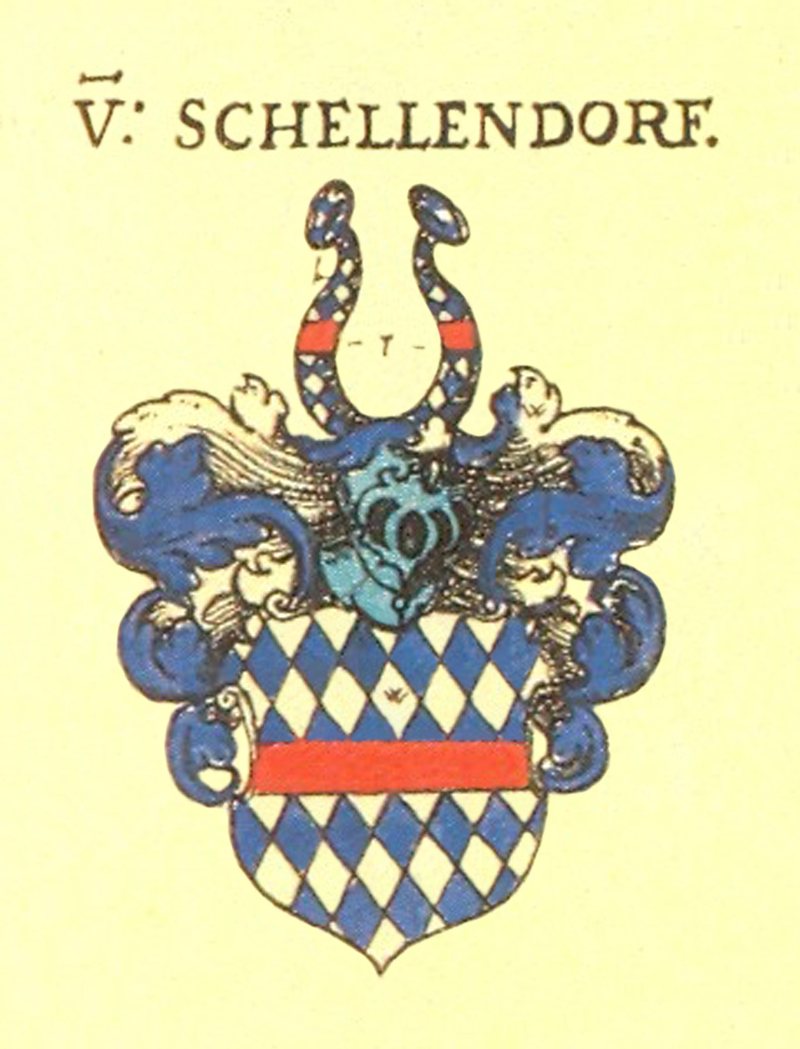
Herb v. Schellendorff
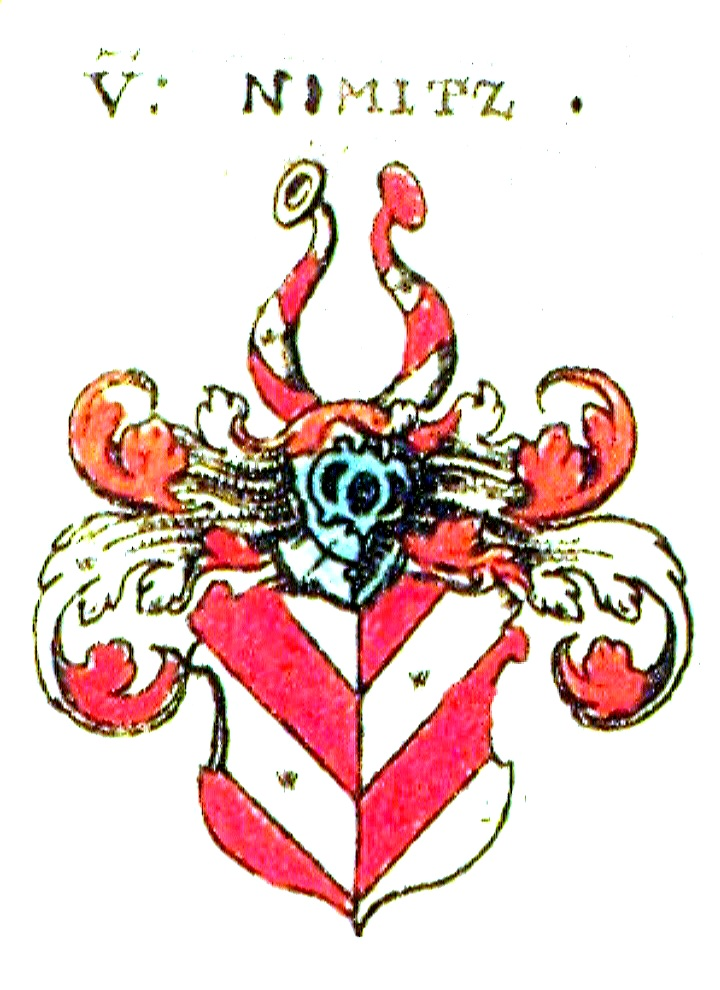
Herb von Niemitz
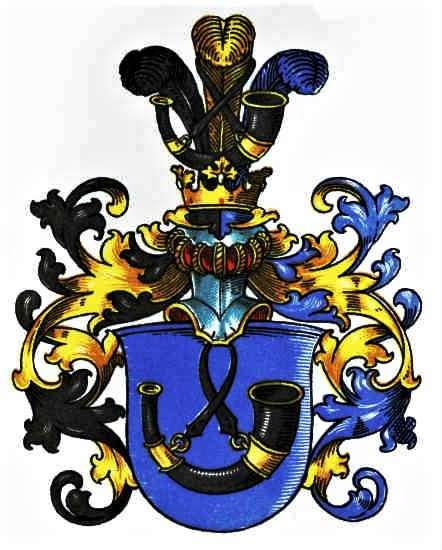
Herb von Gelhorn
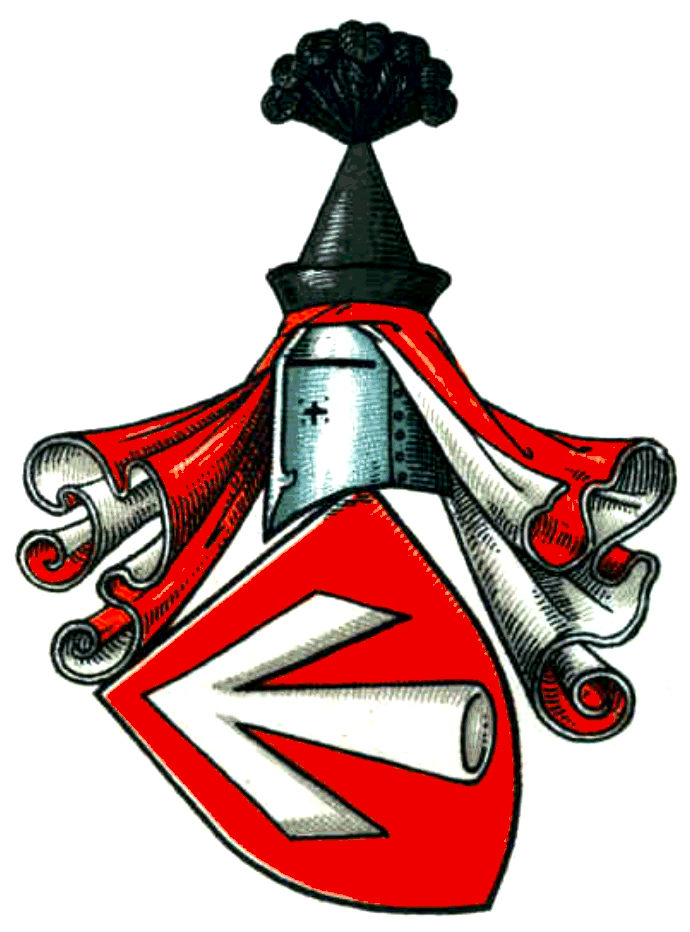
Herb von Waldow